# Maison de la Mutualité
Ne doit pas être confondu avec Palais de la Mutualité (Lyon).
La Maison de la Mutualité (aussi surnommée Palais de la Mutualité ou la « Mutualité » ou encore la « Mutu ») est un site événementiel polyvalent situé à Paris au 24, rue Saint-Victor, dans le 5e arrondissement.

## Histoire

### Construction et description du bâtiment
Construite en 1930 par les architectes Victor Lesage et Charles Miltgen à l'emplacement de l'ancien séminaire Saint-Nicolas-du-Chardonnet fermé en 1906 et détruit en 1911, à côté de l'église Saint-Nicolas-du-Chardonnet, la Maison de la Mutualité est inaugurée comme théâtre en 1931 par le président de la République Paul Doumer.
Sa façade art déco, sa toiture ainsi qu'une bonne partie des espaces intérieurs, font l'objet d'une inscription au titre des Monuments historiques depuis le 19 avril 2011.
La salle comptait à l'origine 1 789 places assises, en référence à la Révolution française. L'escalier intérieur menant à cette salle est de marbre blanc et comporte des « éléments de ferronnerie identiques à celles du paquebot Normandie ».
Le bâtiment est désormais composé d'une salle polyvalente de 1 732 places, d'un salon de 800 m2 ainsi que de neuf salles de 35 à 130 m2.

### Tradition de gauche et autres évènements
Une des premières grandes utilisations de la salle date de 1933, où est organisé le 30e congrès national de la SFIO. En 1935 s'y tient le premier congrès international des écrivains pour la défense de la culture. Siège social de la Fédération mutualiste de Paris (FMP), la Maison de la Mutualité accueille depuis sa création de nombreux salons, congrès, séminaires et meetings politiques. À ce titre, elle est devenue un haut-lieu historique du militantisme des partis français de gauche. Néanmoins, elle est aussi parfois utilisée par l'extrême-gauche, l'extrême-droite et les écologistes.
En 1945 y a lieu le congrès fondateur de la Fédération démocratique internationale des femmes (FDIF). Le 27 octobre 1960, des étudiants de gauche y organisent une manifestation pour protester contre la guerre d'Algérie. Le 24 octobre 1965, le pasteur américain Martin Luther King y donne une conférence devant 3 500 personnes.
Les 13 et 14 mai 1972 s'y tiennent les « Journées de dénonciation des crimes contre les femmes », en présence notamment de Simone de Beauvoir et où les Gouines rouges interviennent en chantant « à bas l'ordre bourgeois ».
Le 1er avril 1973, 4 000 sans-papiers s'y réunissent pour s'organiser face aux circulaires Marcellin-Fontanet de 1972 limitant les régularisations. Quelques semaines plus tard, le 12 juin 1973, a lieu la « ratonnade de Grasse », avec une cinquantaine d’interpellations parmi les travailleurs tunisiens et cinq blessés, dont un grave, sans suite judiciaire mais inspirant Yves Boisset pour son film Dupont Lajoie[pertinence contestée].
Le site accueille aussi un meeting du mouvement d'extrême droite Ordre nouveau, protégé par la police contre une attaque de plusieurs partis politiques d'extrême gauche, qui se termine par des affrontements le 21 juin 1973.
En juin 1976 s'y tient un meeting féministe non-mixte intitulé « Dix heures contre le viol », qui rassemble plus de 4000 femmes.
En 1992, dans le cadre de la campagne concernant le référendum sur le traité de Maastricht, Jacques Chirac, président du RPR et qui défend le projet contre une partie des ténors de la droite, participe à un rassemblement partisan à la Maison de la Mutualité où il est hué par les militants,.
Les congrès d'investiture des candidats du PS y ont eu lieu, en 2002 (Lionel Jospin) et en 2006 (Ségolène Royal).
Des concerts s'y déroulent régulièrement. Léo Ferré est certainement l'artiste qui, par fidélité à la Fédération anarchiste, y a donné le plus grand nombre de galas au fil du temps (voir anthologie Léo Ferré Mai 68). L'un de ces galas a eu lieu le soir de la Nuit des barricades de Mai 68.
Dans un autre cadre, d'autres personnalités s'y produisent, comme le boxeur Marcel Cerdan, le comédien Charlie Chaplin ainsi que le chanteur Jacques Brel.

### Reprise du bâtiment
Pour cause de déficit, la FMP envisage, en décembre 2008, de fermer les deux centres de santé (installés dans les locaux depuis 1949) et de sous-traiter à un opérateur privé la gestion des salles de meeting ou de déménager les salariés du siège social et du restaurant d'entreprise. La possible suppression de cinq cents emplois sur le site conduit les syndicats à un rassemblement devant la Mutualité, le 2 décembre 2008.
Placée sous administration provisoire de GL Events. Le bâtiment continue néanmoins à être utilisé, par exemple lors des élections régionales françaises de 2010, où la candidate UMP Valérie Pécresse, soutenue par le Premier ministre François Fillon, y tient un meeting devant 2 000 sympathisants.
La Maison de la Mutualité rouvre ses portes le 6 mars 2012 après vingt-deux mois de travaux menés par l'architecte Jean-Michel Wilmotte, et qui auront coûté au total 20 millions d'euros. Après ces travaux de remise aux normes, elle ne compte plus désormais que 1 732 places assises, contre 1 789 autrefois. La rénovation des lieux a permis de mettre au jour des moulures et des fresques d'origine, alors que certains ornements ont été copiés à l'identique. Des ascenseurs « design aux parois transparentes » et des « équipements technologiques dernier cri » ont été également installés.
GL Events dispose désormais d'un bail emphytéotique de trente-cinq ans. Le nouveau directeur de la Mutualité, Alexandre Fougerole, déclare en 2012 vouloir faire des lieux « un petit palais des congrès de la Rive gauche, [pour] accueillir aussi bien des concerts de musique classique, […] des soirées évènementielles, des lancements de produits par exemple, [des] défilés de mode, des salons ou des meetings politiques ». Le bâtiment compte désormais, outre l'auditorium de 1 728 places assises (escamotables), trois salons au premier étage et neuf salles de réunion au second, qui donnent sur un jardin suspendu et un bar.
Le soir du premier tour de l'élection présidentielle de 2012, Nicolas Sarkozy y prononce son discours d'après l'annonce des résultats, devant des militants de l'UMP ainsi, qu'au second, celui où il reconnaît sa défaite et déclare se mettre en retrait de la vie politique.

## Filmographie
Plusieurs scènes de l'épisode 3 (Solférino) de la série télévisée Baron noir sont tournées à la Maison de la Mutualité, ainsi que la scène d'introduction du film Complètement cramé ! de Gilles Legardinier.

## Accès
Ce site est desservi par la station de métro Maubert - Mutualité.